# Cayetano Javier de Cabrera y Quintero
Cayetano Javier de Cabrera y Quintero (c. 1700 – c. 1774) fue un presbítero secular del arzobispado de la Ciudad de México, destacado por su prolífica producción literaria y su participación en la vida eclesiástica y académica del siglo XVIII. Cursó estudios en el Seminario Tridentino y en la Real y Pontificia Universidad de México, especializándose en artes y teología. Aunque no hay pruebas de que completara un grado superior, desde 1720 fue miembro de la academia teológica de San Felipe Neri. 

## Biografía
Cayetano Javier de Cabrera y Quintero fue presbítero secular del arzobispado de la Ciudad de México, nacido alrededor del año 1700. “Tan pío como laborioso, y tan erudito en las ciencias sagradas como en las letras profanas”  Sobre su educación sabemos que cursó sus estudios menores en el seminario de tridentino y posteriormente estudió la media superior en la Real y Pontificia Universidad de México en la facultad de artes y luego en la de teología, sin embargo, no hay pruebas que demuestren que cursó un grado superior, éste, al igual que otros aspectos de su biografía, son solo especulaciones pendientes de clarificarse a través de nuevas investigaciones.
Desde 1720 se volvió miembro de la academia teológica de San Felipe Neri, donde llegó a ser secretario, en esta academia compartió espacio con figuras que más tarde tendrían destacadas carreras, como Manuel de Anguita, Ignacio Rodríguez Navarijo, y los hermanos Manuel y Juan José de Eguiara y Eguren. Con este último, Cabrera mantuvo una amistad duradera, que el futuro bibliógrafo dejó registrada en su obra "Bibliotheca mexicana". Durante el periodo de 1721 a 1726, Cayetano Javier de Cabrera y Quintero se postuló en varias ocasiones para las cátedras de retórica, filosofía, teología, y de sagradas escrituras en la Real Universidad de México, sin obtener éxito. Durante este periodo, probablemente también fue ordenado como presbítero.
Posteriormente Cabrera fue preceptor de los pajes del arzobispo Juan Antonio de Vizarrón y Eguiarreta entre 1732 y 1746. En 1747 es nombrado calificador del Santo Oficio, lo que le permitió desarrollarse dentro de la literatura bajo diferentes patrocinios, principalmente el del virrey marqués de las Amarillas. En los últimos años de su vida, a partir de 1766 se dedicó a ser rector y capellán de las “Recogidas” de Nuestra Señora de la Misericordia. Finalmente Cayetano de Cabrera murió aproximadamente en 1774 y según los testimonios de José Ignacio Bartolache “murió viejo y baldado en el hospital de Betlehemitas”.
Cayetano desde su juventud mostró una inteligencia única y un talento notable para las letras y las ciencias humanas, sin embargo, es gracias al mismo Bartolache, que sabemos que su temperamento colérico no lo ayudaba mucho a desarrollarse correctamente en un ámbito social, lo que hizo que se le cerraran varias puertas, como fue el caso de la ocupación de una cátedra dentro de la Colegiata de Guadalupe, que se alejara de sus contemporáneos y no tuviera un buen recibimiento por el público letrado.

## Obras
Al morir Cabrera, dejó una vasta obra literaria poética y en prosa, tanto latina como castellana, incluyendo programas de arcos triunfales y piras funerarias, comedias, entremeses, epigramas, sonetos, sátiras, traducciones poéticas, vejámenes literarios, disertaciones teológicas, pláticas doctrinales, sermones, textos de devoción y hasta gramáticas del griego, el hebreo y el náhuatl. La mayoría de ellos inéditos todavía, entre sus obras más famosas se encuentran: 

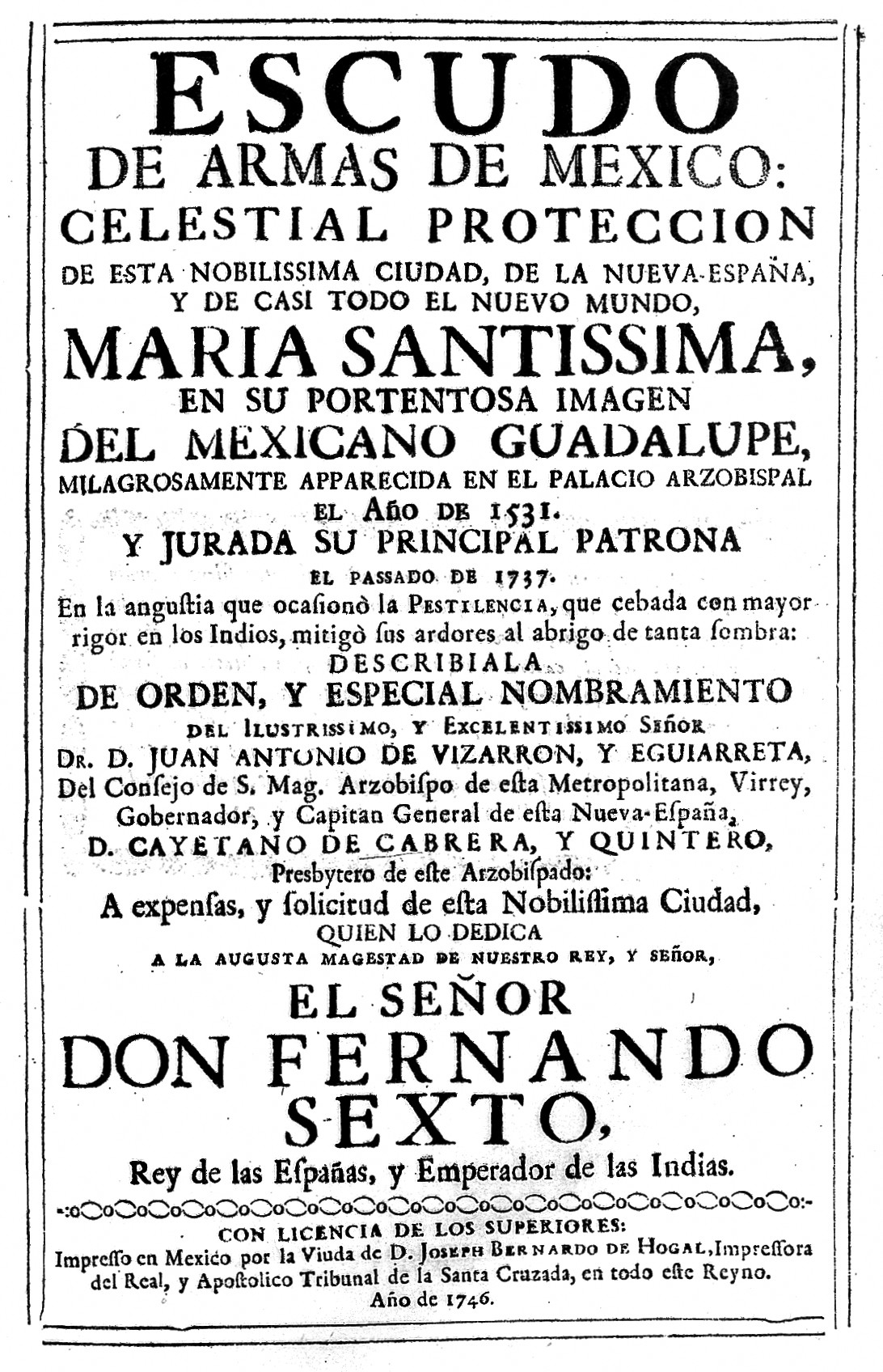

- Himeneo celebrado. Festivos aplausos, con que la imperial ciudad de México celebró los desposorios del Príncipe de Asturias, Luis Fernando, con la serenísima Princesa de Orleans (México, s.e., 1723).
- Sapientiae sidus, Minervalis Hesperi ascensus (México, Hogal, 1725): se trata de un elogio poético en latín dedicado al doctor Juan José de Eguiara y Eguren, cuando tomó posesión de la cátedra de vísperas de teología de la Universidad de México. El propio Eguiara, en su Bibliotheca Mexicana (1755), catalogó esta obra indicando que el modelo latino que el poeta había seguido era Claudiano;[6]  actualmente se está trabajando en la edición y traducción de esta obra.
- Águila mística exaltada en los ápices del Carmelo (México, s.e., 1730): descripción de un Arco triunfal, que le encargaron los padres dominicos para las fiestas del colegio de Portacoeli a la canonización de san Juan de la Cruz.
- Escudo de armas de México, dedicado al rey Fernando VI (México, Hogal, 1746): “es una historia de la terrible epidemia llamada matlazahual que se padeció en esta capital y en todo el reyno en los años de 36 y 37, y de las providencias y recursos espirituales y temporales, que se tomaron para extinguirla, entre los quales fue uno el jurar por patrona universal a la santísima virgen en su famosa imagen de Guadalupe”. Esta obra ha recibido en los últimos bastante atención entre los estudiosos mexicanos desde perspectivas tanto históricas como filológicas.[7]
- El nuevo Ulises: Arco triunfal erigido al mismo virrey en su solemne entrada, por la metropolitana iglesia de México (México, s.e., 1743).

## Borradores de Cabrera
Cabrera se destaca entre la mayoría de los escritores de la época colonial porque un número considerable de sus manuscritos, junto con varias impresiones extremadamente raras, así como textos de otros autores vinculados a él, se conservan juntos en sieis  volúmenes guardados en el Fondo Reservado de la Biblioteca Nacional de México.
Llevan el nombre común de "Borradores de Cabrera" y son una recopilación de obras sin relación alguna, escritas con el mismo estilo y la misma redacción, se latiniza el contexto novohispano, es una mezcla armónica de tradición clásica y contenidos cristianos, todos ellos en espera de ser editados y traducidos.
- Borradores de Cabrera 1: (ms 26 BNM) 330 hojas numeradas, encuadernadas en pergamino. Es una miscelánea de escritos en latín y español, lo que encontraremos principalmente son poesías, obras teatrales, celebraciones, e incluso ilustraciones a tinta tinta negra y grabados xilográficos. De igual forma en este volumen se hallan escritos sobre el arte, estatuas e inscripciones, sermones, traducciones de autores clásicos, entre ellas: "Breve razón de la idea, estatuas, e inscripciones, que el nobilíssimo arte de la pintura...", "Aurum purissimum", "Aenima trinitatis", "Elogium VIII-Elogium CVIII", "Poema saphico", "Alegorico symbolo de Jesus recien nacido", "Traducción de la Oda 6 del Libro 3 de Horacio", "Traducción de la Satyra 6 de el Libro 1", "Traducción de la Satyra 9 del mismo Libro de Horacio"
- Borradores de Cabrera 2: (ms 27 BNM) Fechado entre 1725 y 1734. Contiene 244 hojas numeradas y 5 láminas plegadas encuadernadas en pergamino. El manuscrito está en latín y español y contiene documentos dedicados a San Juan de la Cruz, Juan Antonio de Vizarrón y Eguiarreta, y Luis I, hijo de Felipe V. Incluye escritos de Cabrera y tesis impresas para la Real y Pontificia Universidad de México. Las cinco hojas plegadas son tesis presentadas en dicha institución; cuatro impresas por Bernardo de Hogal y una manuscrita e iluminada. Títulos más interesantes: "Aguila mystica exaltada en los ápices de el Carmelo: arco triumphal [...] San Juan de la Cruz", "Oratio habita in Regia, ac Pontificia Mexicana Academia, die 18 Mensis Octobris, anno Domini 1734", "In Regia. Mexicana Academia Pro Doctorali Apollineo insigni auspicando", "Praelectio exponens caput nonum Sacrae Machabaeonum Historia"
- Borradores de Cabrera 3: (ms 28 BNM) Fechado entre 1725 y 1736, contiene 297 hojas numeradas, 7 hojas en blanco y encuadernadas, en pergamino. Este manuscrito contiene varios escritos atribuidos a Cayetano Cabrera y otros autores sobre los cursos desarrollados en la Real y Pontificia Universidad de México, además de obras de teatro, poesía neolatina y castellana, y traducciones de las Sátiras de Juvenal del latín al español. Entre los títulos más interesantes se encuentran: "El huerto de las hespérides: vergel alegorico / Juan Vivaldo de Anguita", "La nave de Argos: victoria alegórica / Cayetano López de la Barreda", "El carro y el curso del sol... / Carlos Celedonio Velázquez", "Vida de Nuestro Santo Padre San Francisco", y "D. Junii Juvenali Aquinatis Satyrai"
- Borradores de Cabrera 4: (ms 29 BNM) Fechado entre 1715 y 1737, contiene 295 hojas encuadernadas en pergamino con amarres de cordón, papel de trapo con filigranas. Este manuscrito es un volumen misceláneo que contiene obras atribuidas a Cayetano Cabrera y otros autores sobre diversos temas como teatro, geometría, filosofía, astrología, poesía, pintura, y juegos de damas. Entre los títulos más interesantes se encuentran: "Comedia famosa El Iris de Samalanca", "Discursos christianos y politicos en el govierno de la monarchia de España en el reinado de Phelipe IV el Grande / por Antonio Urtado de Mendoza", "Elementos geométricos", y "El arte maestra: discurso sobre la pintura que muestra el modo de perficionarla con varias invenciones y reglas practicas pertenecientes a esta materia".
- Borradores de Cabrera 5: 265 hojas encuadernada en pergamino. Este volumen es un compendio misceláneo de obras atribuidas a Cayetano Cabrera, destacándose pláticas y comentarios sobre la Biblia. Se incluyen temas como los salmos, el Cantar de los Cantares y profecías diversas. Entre los textos más notables se encuentran: "El mejor día de la aparición de María Santísima en Guadalupe", "Charitate perpetuam dilexi te...", "Leyes de la cautiva y las que debe atenta observar la que lo fuera, para llegar a ser esposa, expuestas en pláticas espirituales sobre sus principales votos"
- Borradores de Cabrera 6: Fechado entre 1724 y 1766. Contiene 303 hojas encuadernadas en pergamino. Este volumen incluye una variedad de poesías, epigramas sagrados, versos diversos, elogios, poesía para certámenes, sonetos, y obras teatrales como "Lágrimas de la regia azucena" y "Acción cómico-alegórica". También se encuentran discursos académicos y representaciones panegíricas, como "Representacion panegyrica a los exelentissimos señores don Agustin y doña Maria Luisa de Ahumada marqueses de las Amarillas"